# Пеуляска (Телеорман)
Пеуляска (рум. Păuleasca) — село у повіті Телеорман в Румунії. Входить до складу комуни Фрумоаса.
Село розташоване на відстані 86 км на південний захід від Бухареста, 19 км на південний схід від Александрії, 143 км на південний схід від Крайови.

## Населення
За даними перепису населення 2002 року у селі проживали 686 осіб, усі — румуни. Усі жителі села рідною мовою назвали румунську.